# Überschwemmungen am Bristolkanal 1607
Die Überschwemmungen am Bristolkanal 1607 waren die folgenschwerste Naturkatastrophe, die Großbritannien in historischer Zeit traf.

## Verlauf und mögliche Ursachen

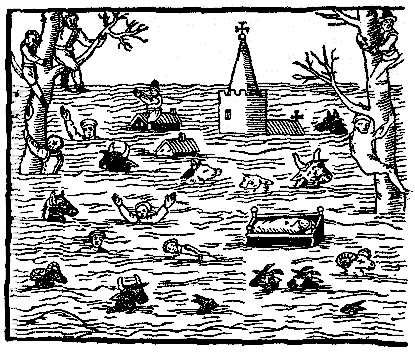
Zeitgenössische Darstellung

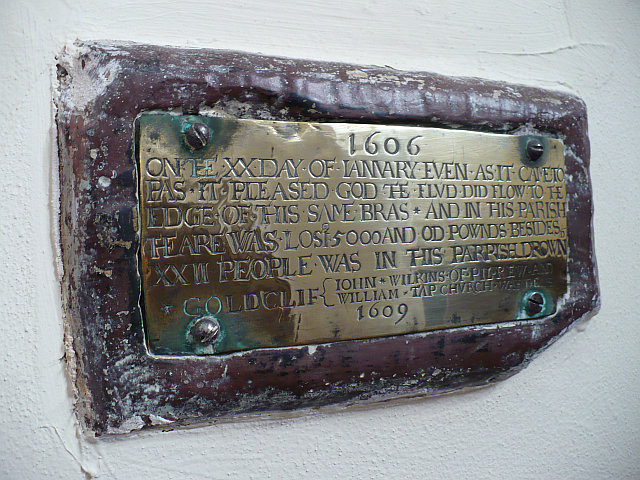
Flutmarke in der Goldcliff Parish Church in Goldcliff, Newport, Wales

Am Mittag des 20. Januarjul. / 30. Januar 1607greg. wurden die Küsten beiderseits des Bristolkanals von einer ungewöhnlich hohen Welle getroffen. Der ergiebigsten zeitgenössischen Quelle zufolge, einem zwölfseitigen Druck aus dem Jahr 1607 (A true report of certaine wonderfull ouerflowings of Waters, now lately in Summerset-shire, Norfolke and other places of England …), trat die Flut völlig unerwartet bei blauem Himmel auf und durchbrach vielerorts die Küstendeiche und überflutete zahlreiche tiefliegende Ortschaften in Devon, Somerset, Gloucestershire sowie am gegenüberliegenden Ufer in Wales. Rund 2.000 Menschen sollen ertrunken sein, besonders stark wurde die Stadt Cardiff getroffen. An vielen Kirchen in der Region finden sich noch heute Pegelmarkierungen, die den Höhepunkt der Flutwelle anzeigen.
Über die Ursachen der Flut herrscht Unklarheit, über Jahrhunderte wurde das Ereignis üblicherweise als Sturmflut angesehen. Die erstmals 1913 formulierte These, dass ein Seebeben die Flutwelle ausgelöst habe, erhielt durch eine Publikation im Jahre 2002 neuen Auftrieb und durch das verheerende Seebeben im Indischen Ozean 2004 in der Folge auch einige Aufmerksamkeit in der englischen Tagespresse. So forderte etwa ein Tsunami-Experte der Universität Cardiff in der Times 2005, Präventionsmaßnahmen für den Fall eines weiteren Seebebens in der Region in Angriff zu nehmen, da es sich bei Cardiff um eine der „am meisten durch Tsunamis gefährdeten Städte weltweit“ handele. Gegen die Tsunami-Hypothese spricht, dass aus dem westlichen Wales, dem Süden Irlands, Cornwall oder anderen Landesteilen keine begleitenden Fluterscheinungen berichtet wurden und die Autoren der Publikation von 2002 die bei einer Sturmflut auftretende Wassermenge unterschätzt haben können.